# Mycetina inapicalis
Mycetina inapicalis es una especie de coleóptero de la familia Endomychidae.

## Distribución geográfica
Habita en Siria.